# Vicia ervilia
El yero es una leguminosa anual parecida a la algarroba, de la tribu Fabeae. Su nombre científico es Vicia ervilia (L.) Willd. o Ervum ervilia L.

## Descripción
Es una planta anual, ramificada y glabrescente que alcanza un tamaño de 20 a 40 cm de alto. Hierba erecta, con las hojas sin zarcillo o con zarcillo simple poco desarrollado, hojas compuestas que tienen de 4 a 20 pares de folíolos oblongo-lineares mucronados, de 5-15 × 1-4 mm; las inflorescencias con 1-4 flores blanquecinas con estrías violáceas de 6 a 12 mm, florece de abril a junio. Las legumbres miden de 15-30 × 5-6 mm con de 2 a 4 semillas.

## Historia
Es un antiquísimo cultivo de granos de legumbre del Neolítico de la región del Mediterráneo.  Otros nombres comunes son: kersannah (árabe), yero (castellano), rovi (griego),  burcak (turco). El valor nutricional del grano para rumiantes ha garantizado su continuo cultivo en Marruecos, España y Turquía. Es un cultivo fácil de realizar y de cosechar, pudiendo crecer en suelos muy someros y alcalinos.

## Usos
Tiene un buen contenido nutritivo para los animales rumiantes y es un cultivo fácil de cultivar y recoger además de poder crecer en suelos someros y alcalinos, resiste mucho la sequía. Es un cultivo típico de algunas zonas de Castilla-La Mancha, pero no tanto en otras regiones de España. Su rendimiento medio en grano es de alrededor de los 2000 kg por hectárea.

## Taxonomía
Vicia ervilia fue descrita por (L.) Willd. y publicado en Species Plantarum. Editio quarta 3(2): 1103. 1802.
Citología
Número de cromosomas de Vicia ervilia (Fam. Leguminosae) y taxones infraespecíficos: 2n=14
Etimología
Vicia: nombre genérico que deriva del griego bíkion, bíkos, latinizado vicia, vicium = la veza o arveja (Vicia sativa L., principalmente).
ervilia: epíteto
Sinonimia:
- Ervilia sativa Link
- Ervum ervilia L.
- Lens pygmaea Grossh (enlace roto disponible en Internet Archive; véase el historial, la primera versión y la última).[5]

## Nombre común
- Castellano: alabeja, alarceña, albejanca loca, alberja, alberjas, alcaraceña, alcarcena de Toledo, alcarceña, alcarceño, alcaruna, alcaruña, alverja, arabeja, arveja, chicharro, chícharo, erbellos, ervilla, giron, girón, herén, hiero, jirón, labeja, lenteja bastarda, panujo, pitos, seros, tito, titos, yedro, yedros, yerbo, yero, yero rubio, yeros, yeros blancos, yerro, yervo.[6]